# Phrurolithus dolius
Phrurolithus dolius är en spindelart som beskrevs av Chamberlin och Ivie 1935. Phrurolithus dolius ingår i släktet Phrurolithus och familjen flinkspindlar. Inga underarter finns listade i Catalogue of Life.